# Harziger Lackporling
Der Harzige Lackporling (Ganoderma resinaceum) ist ein Pilz aus der Gattung der Lackporlinge (Ganoderma).

## Beschreibung
Der Harzige Lackporling ist ein konsolenförmiger Pilz, der 15–35 cm lang, 10–20 breit und 4–8 cm dick werden kann. Die Oberseite ist rot oder purpurbraun gefärbt. Der Hut ist von einer hellgelben Harzkruste überzogen, die in der Streichholzflamme schmilzt. Der wulstige Rand ist frisch gelb bis gelborange, in trockenem Zustand cremefarben.
Die mit runden Poren (drei pro mm) bedeckte Unterseite des Pilzes ist jung weiß, später cremefarben. Die Röhren sind etwa 8–10 mm lang. Die relativ dünne Trama ist hellbraun und zäh korkartig. Beim Anschneiden junger Fruchtkörper tritt Saft aus, der in kurzer Zeit zu einer harzigen Masse erstarrt. Die Fruchtkörper sind einjährig.

## Lebensweise
Der Harzige Lackporling ist ein Schwächeparasit und Saprobiont, bevorzugt an Eichen, seltener auch an anderen Laubgehölzen. Wie die anderen Arten der Gattung ist auch er ein Weißfäuleerreger. Er kommt selten in naturnahen Wäldern vor, ansonsten in Parks und an Alleebäumen. Die Fruchtkörper erscheinen von Ende Juni bis Mitte November.

## Verbreitung
Der Harzige Lackporling kommt von den Tropen bis in die gemäßigten Zonen vor. Er wurde in Asien, Nordamerika, Nordafrika und Europa nachgewiesen. In Europa zeigt er eine submediterrane Verbreitung und kommt selten außerhalb der Mittelmeerländer vor. Nördlich geht er bis nach Südengland, Dänemark und Lettland. In Deutschland ist er sehr selten, wurde aber in allen Bundesländern gefunden. Er bevorzugt wärmere Standorte. Durch das Abholzen alter Park- und Alleebäume ist die Art in Mitteleuropa potentiell gefährdet.

## Systematik
Der Harzige Lackporling ähnelt äußerlich sehr stark dem Kupferroten Lackporling, ist aber offenbar sehr nahe mit dem Glänzenden Lackporling verwandt. Eventuell ist er nur eine Standortrasse dieser sehr variablen Art.

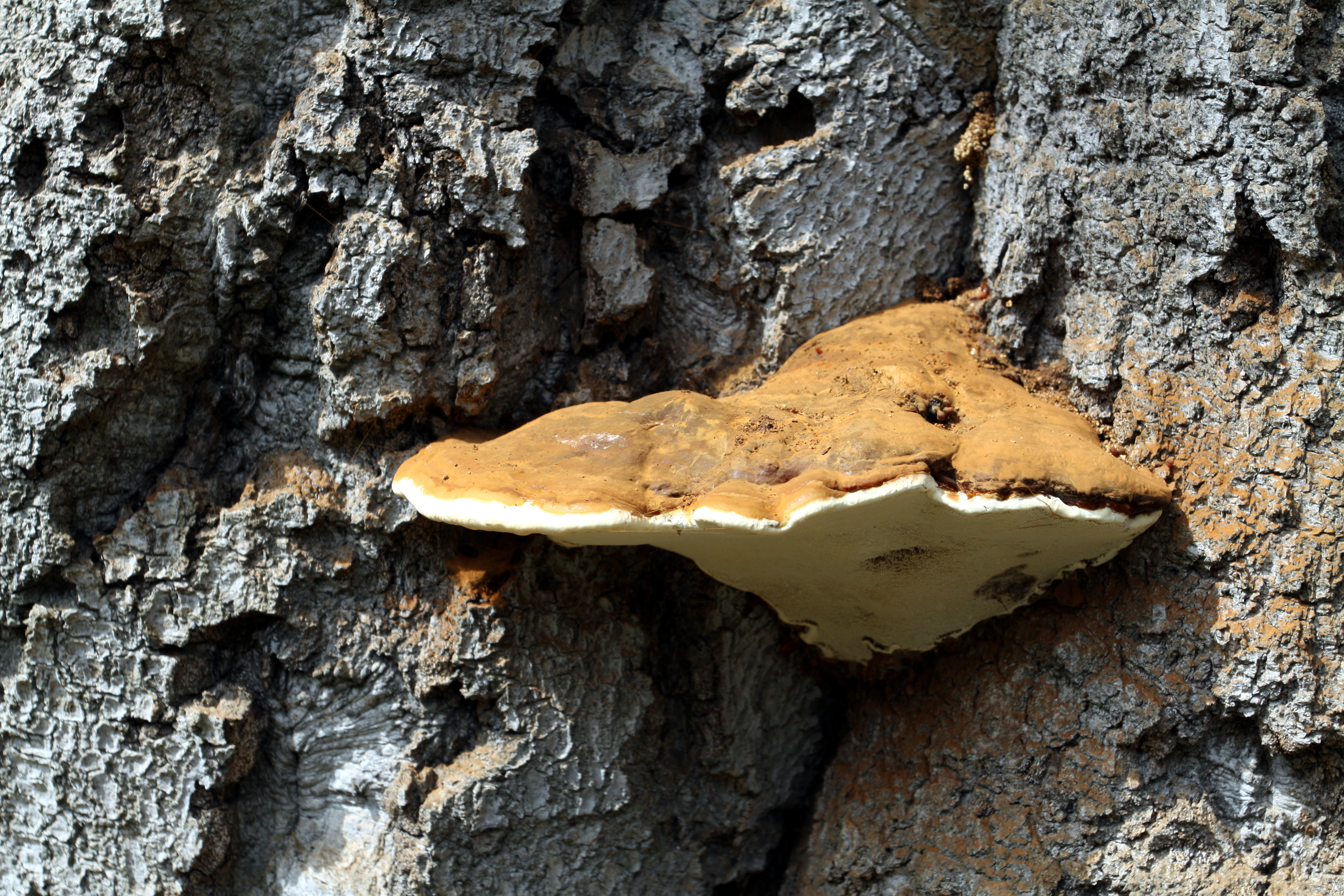
Harziger Lackporling in Epping Forest

## Bedeutung
Der Harzige Lackporling ist nicht essbar, als Holzschädling ist er unbedeutend.